# 細川忠行
細川 忠行（ほそかわ ただゆき、1961年1月28日 - ）は、愛知県を登録地としていた元競輪選手。日本競輪学校第46期生。一宮競輪場をホームバンクとしていた。実弟の細川貴雄も競輪学校第53期生の競輪選手。

## 来歴
競輪学校の在校競走成績は第4位。そして、卒業記念レースで優勝。
1980年10月16日、岐阜競輪場でデビューし初勝利を挙げた。また、後2日間も勝利し、デビュー場所で完全優勝。
1982年頃〜1995年頃まで常時特別競輪（現在のGI相当大会）に参加。とりわけ1986年以降は、弟の貴雄も特別競輪に常時参加していたことから、競輪関係マスコミは『細川兄弟』と銘打っていた。
1984年のオールスター競輪（西宮競輪場）で決勝進出歴（9着）がある。
2012年1月6日、選手登録削除。通算成績2837戦352勝、通算優勝回数38回。